# Edmund Kretschmer
Edmund Kretschmer   (Ostritz, 31 d'agost de 1830 - Dresden, 13 de setembre de 1908) fou un compositor i organista alemany.
S'educà a Dresden, on aconseguí els càrrecs d'organista de l'església catòlica i de la Capella Reial el 1854 i 1863.
Fundà nombroses societats corals per les que va compondre forces obres, entre elles la titulada Die Geisierschlacht que assolí un premi en la primera Sängerfest alemanya, celebrada a Dresden el 1865. Estrenà amb èxit les òperes Die Folkunger i Der Flüchtling (1881) i Schön Rohtraut (1887).
També s'han de mencionar entre les obres principals d'aquest autor les Misses per a cor i orquestra Pilgerfahrt i Sieg im Gesang i Musikalische Dorfgeschichten per a orquestra.
Entre els seus alumnes tingué en Wilhelm Peterson-Berger, Richard Englander, que més tard seria un estudiós de la música antiga, i els alemanys Alexander von Fielitz, i Franz Curti.
Segons els musicòlegs alemanys, les produccions de Kretschmer mostre un molt bon gust, talent i sòlida tècnica.